# The Course of True Love
The Course of True Love è un cortometraggio muto del 1910 diretto da David W. Griffith (non confermato) o da Frank Powell.

## Trama
Un gesto di gentilezza verso una povera fioraia viene male interpretato dalla fidanzata del giovane con risultati disastrosi.

## Produzione
Il film, prodotto dalla Biograph Company, venne girato a Fort Lee, nel New Jersey e negli studi Biograph di New York.

## Distribuzione
Il copyright del film, richiesto dalla Biograph Co., fu registrato l'8 febbraio 1910 con il numero J138088.
Distribuito dalla Biograph Company, il film - un cortometraggio in una bobina - uscì nelle sale cinematografiche statunitensi il 7 febbraio 1910.